# Pays catalans
 (mai 2025).
- Si vous ne connaissez pas le sujet, laissez ce bandeau (vous pouvez alors contacter les auteurs).
- Si vous supprimez le contenu mis en cause (vous pouvez préalablement contacter les auteurs),

argumentez précisément cette suppression dans la page de discussion
(un manque de référence n'est pas un argument ; une recherche réelle de référence doit avoir été effectuée, être formellement documentée).
Pour les articles homonymes, voir Catalan (homonymie).
Ne doit pas être confondu avec Catalogne ou Catalogne nord.
Les Pays catalans (en catalan : Països Catalans) sont les territoires de culture catalane où le catalan est parlé. Ces territoires sont actuellement répartis entre l'Andorre, l’Espagne, la France (Pyrénées-Orientales) et l’Italie (L'Alguer en Sardaigne).

## Présentation
Le terme de « Pays catalans » est apparu pour la première fois à la fin du XIXe siècle sous la plume de l'historien valencien Benvingut Oliver et a été plus tard popularisé par l'auteur Joan Fuster (lui aussi valencien) dans son livre Nosaltres, els valencians (1962).
Dans son acception politique, le terme est étroitement associé au catalanisme, et pour cette raison sujet à de nombreuses critiques, en particulier mais pas seulement de la part des anticatalanistes ou des espagnolistes, parmi lesquels les blaveros,.
L'anthropologue valencien Joan Francesc Mira, s'appuyant sur les thèses fustériennes, considère que le concept de Pays catalans ne fait pas référence à une nation politique mais désigne plutôt d'une aire historique et linguistique ; un espace moderne de relations culturelles et d’intérêts divers (économiques, par exemple), liés ou partagés. Mira part du principe que « l'héritage historique », la continuité culturelle, la langue, etc., seront mieux sauvegardés et se développeront mieux dans un espace catalan partagé sur un pied d'égalité que dans un espace castillano-espagnol où la région aura toujours une importance marginale, périphérique.
Les Pays catalans sont parfois mentionnés comme le « pin aux trois branches » (en catalan : Pi de les Tres Branques) car leur territoire peut être divisé principalement en trois parties :
- L'ancienne principauté de Catalogne (catalan : Principat de Catalunya), comportant :
  - L'actuelle communauté autonome espagnole de la Catalogne (Catalunya)
  - 95 % du département français des Pyrénées-Orientales, appelé Catalogne Française (Catalunya Francesa)
- L'ancien royaume de Majorque : les îles Baléares (Illes Balears)
- L'ancien royaume de Valence : le pays valencien (País Valencià)

auxquelles il faut ajouter :
- La principauté d'Andorre (Principat d'Andorra)
- La Frange d'Aragon (Franja de Ponent ou Franja d'Aragó) en Aragon
- El Carche (El Carxe) dans la région de Murcie
- La ville d'Alghero (L'Alguer) en Sardaigne (Italie)

Un dicton populaire définit ainsi les pays catalans : De Salses à Guardamar et de Fraga à Maó (ce qui n'inclut donc pas la partie de l'Alguer à l'est).

## Histoire

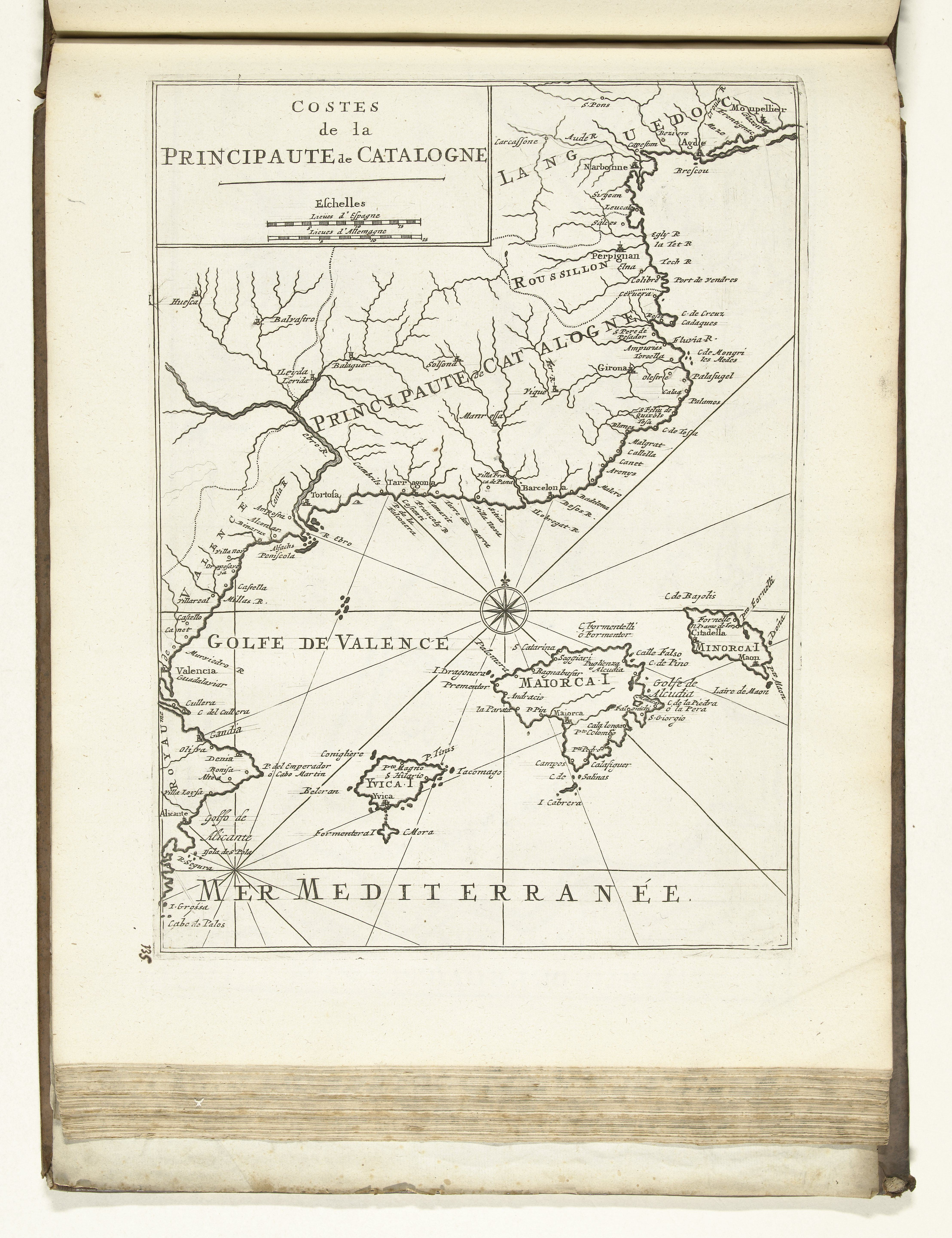
La Principauté de Catalogne en 1726.

Au début du XVe siècle on constate une prospérité solide dans l'espace catalan, surtout valencien.

## Symboles
S'agissant d'une entité non reconnue sur le plan politique, mais menant des actions sur le plan culturel, il n'existe aucun symbole officiel des Pays catalans. Néanmoins, le drapeau traditionnel des rois d'Aragon et comtes de Barcelone (Senyera Reial) est le drapeau de la communauté autonome d'Aragon, de la communauté autonome de Catalogne, de la région de l'Alguer en Italie et du département français des Pyrénées-Orientales (Catalogne nord). De plus, les bandes catalanes sont présentes sur les drapeaux de la Communauté valencienne, de la communauté autonome des îles Baléares, ainsi que sur l'écusson sur trouvant au centre de la bande centrale du drapeau de l'Andorre.
À présent le drapeau qui symbolise l'unité culturelle et politique des pays catalans et la revendication d'indépendance est l’estelada (étoilée). Ce drapeau a été inventé à Cuba au début du XXe siècle par la diaspora catalane qui l'offrit au président de la Generalitat (gouvernement de Catalogne) Francesc Macià. Il se compose de la Senyera catalane à laquelle on rajoute un triangle bleu au centre duquel se trouve une étoile blanche. L'estelada a pris une dimension mythique lors de la première guerre mondiale quand elle est devenue le symbole du régiment de catalans du sud Voluntaris Catalans intégrés à l'Armée française (un exemplaire est visible au musée des Invalides à Paris). Dans les années 1960 le triangle bleu a été remplacé par les mouvements indépendantistes de gauche par un triangle jaune avec une étoile rouge. Si, aujourd'hui, l’estelada blava reste la plus diffusée, c'est qu'elle est issue avant tout de la Catalogne, là où les mouvements autonomistes et indépendantistes sont les plus ancrés, comme l'a montré par exemple la manifestation du 10 juillet 2010 à Barcelone.
On voit également souvent des estelades dans les graffitis, les manifestations d'étudiants, mais aussi à chaque match de football du FC Barcelone.[réf. nécessaire]

Estelada roja / vermella (etoilée rouge)
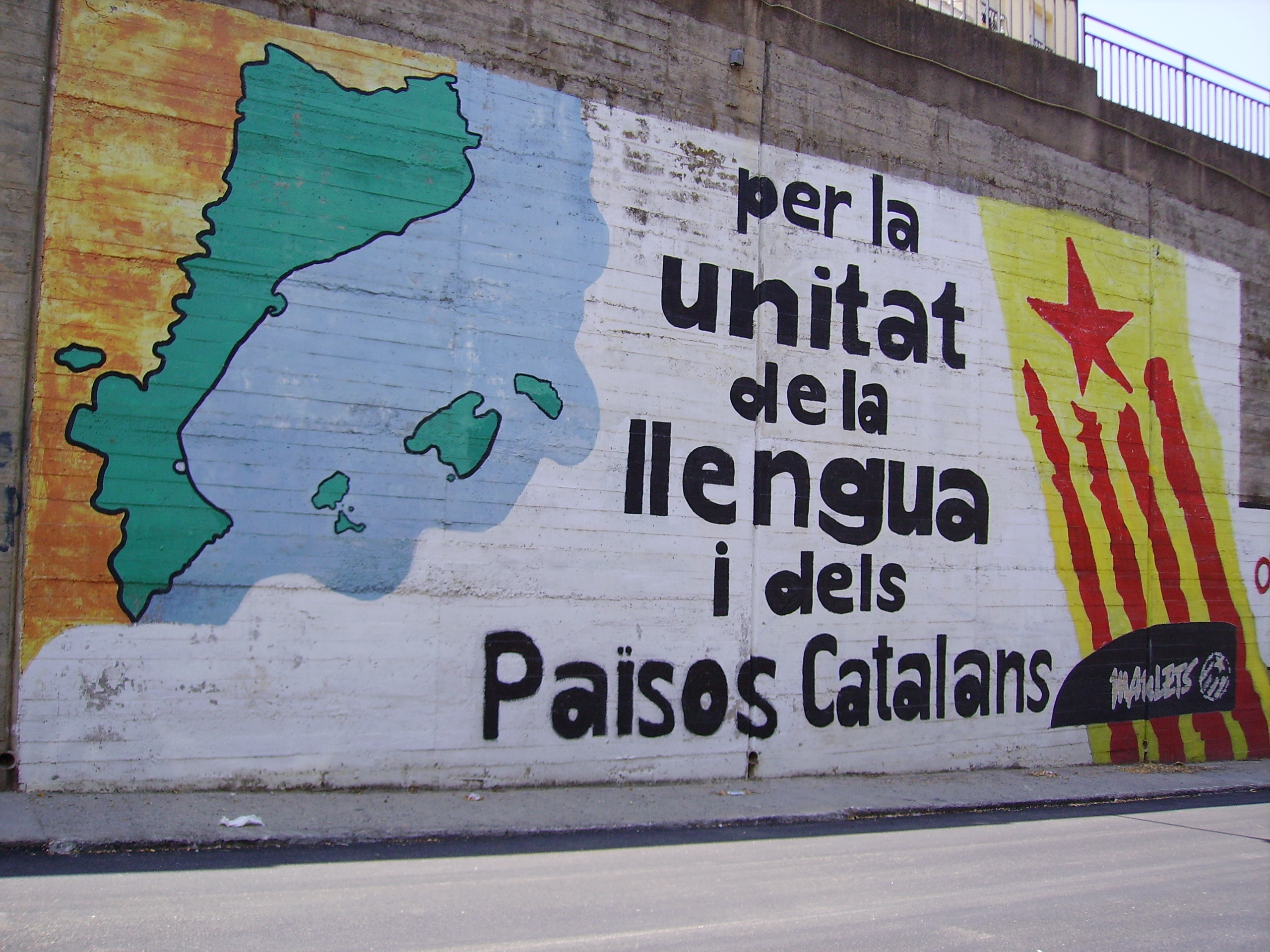
Graffiti à Argentona
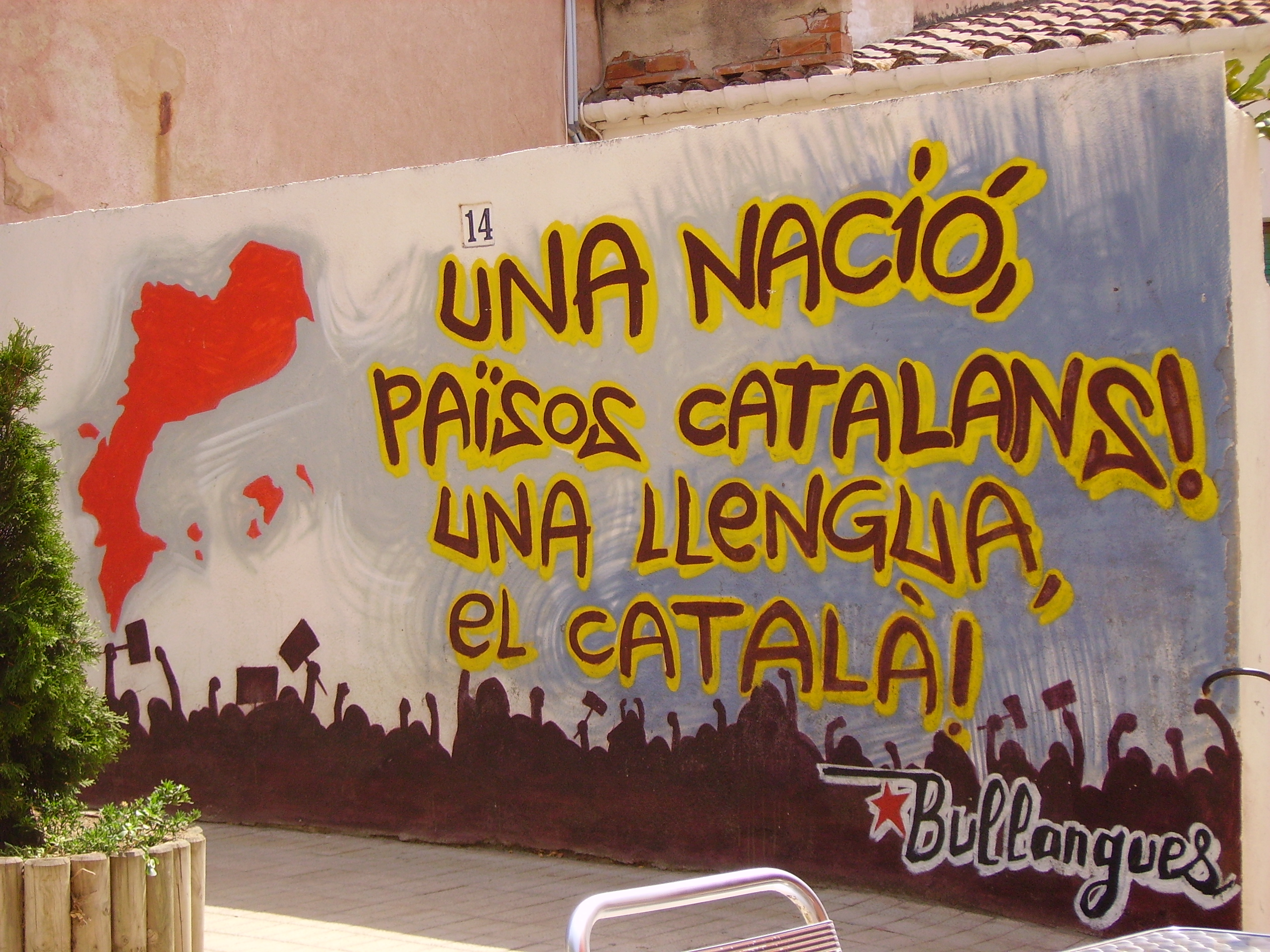
Graffiti à Vilassar de Mar

## Problèmes de délimitation

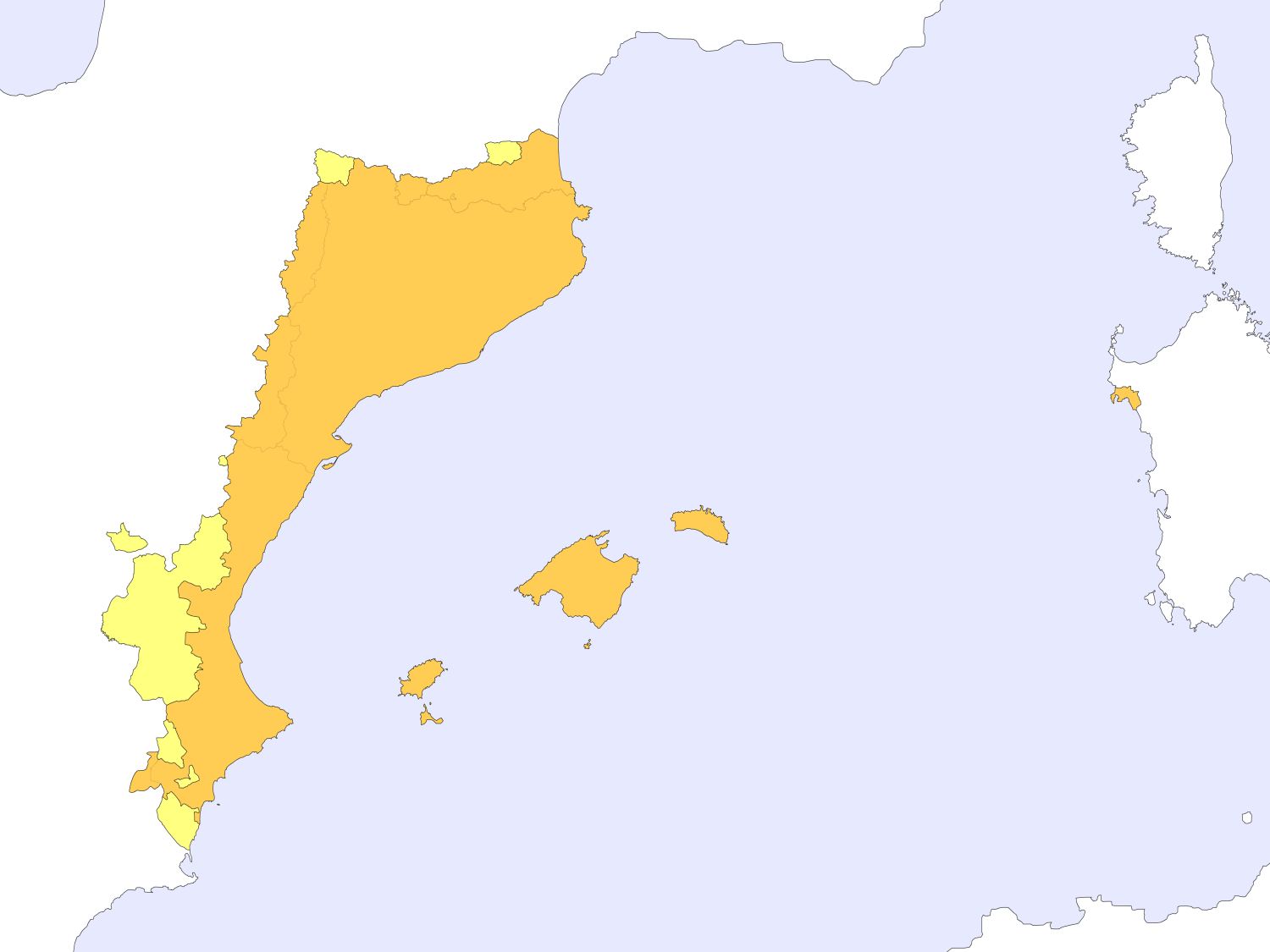
Les pays catalans selon deux conceptions divergentes : en orange figurent régions catalanophone et en jaune clair, les zones culturellement différentes : parties de l'Occitanie au nord (Val d'Aran et Fenouillèdes) et parties castillanophones, frange occidentale au sud-ouest

Le territoire actuel des Pays catalans ne coïncide pas exactement avec les endroits où le catalan est la langue native. Par exemple, au Val d'Aran, dans le nord-ouest de la Catalogne, on parle l'aranais, un dialecte de l'occitan considéré comme langue maternelle (et officiellement reconnu par le Statut d'autonomie de la Catalogne), bien que le catalan et le castillan y soient également parlés. Dans toute une frange occidentale et au sud-ouest de la Communauté valencienne, le castillan est la seule langue parlée.
Cependant, il y a également quelques endroits catalanophones en dehors des Pays catalans, tels qu'El Carche (en catalan : El Carxe) dans la région de Murcie et la ville d'Alghero (en catalan : l'Alguer) sur l'île de Sardaigne (Italie). En France, isolée en pays occitan, la ville de Mauguio, à l'est de Montpellier, est également partiellement catalanophone, ainsi que le quartier gitan de la Cité Gély à Montpellier.

## Langue catalane

Langues maternelles en Catalogne (2008)

Le catalan est la langue officielle d'Andorre et, à ce titre, est représenté au Conseil de l'Europe et à l'ONU.
Interdit en public sous Franco (discours, documents, livres, théâtre…), le catalan souffrit d'une sévère censure dans la diffusion de ses écrits, en particulier dans la première phase du régime franquiste (environ jusqu'en 1960). Depuis la nouvelle constitution espagnole de 1978, cette langue est redevenue officielle en Catalogne, aux Îles Baléares et dans la Communauté valencienne (sous la dénomination de valencien) à égalité avec le castillan (et l'aranais, variété de gascon, au Val d'Aran). On trouve en Catalogne une abondante littérature rédigée en catalan, issue d'auteurs catalanophones ou de traductions. De même, la signalisation routière est en catalan, seulement doublée en castillan sur les axes autoroutiers. En Catalogne nord, elle était autant censurée qu'il y avait des écriteaux « soyez propres parlez Français ! », on pouvait les retrouver sur le haut des entrées d’église, des mairies et tout endroit public et surtout fréquenté.
Dans les universités catalanes, la grande majorité des cours sont donnés en catalan. La plupart des thèses sont également soutenues en catalan. D'autres sont soutenues en castillan et une part non négligeable en anglais, toujours selon la base du volontariat du candidat.
Bien qu'il soit reconnu comme langue régionale par le conseil général des Pyrénées-Orientales depuis 2007, le catalan n'est pas reconnu officiellement en France, où la seule langue officielle est le français, en vertu de l'article 2 de la Constitution française modifié par la loi constitutionnelle du 25 juin 1992, qui proclame : La langue de la République est le français.

TV3 (1983), La télévision est diffusée en catalan.

### Diffusion de la langue dans les pays catalans

#### Télévision
La télévision (CCRTV (ca)) est diffusée en catalan sur TV3 depuis 1981 ainsi que sur d'autres canaux publics : en analogique sur Canal33 (ca), chaîne culturelle et sportive, et K3/300 chaîne infantile et séries, mais sur la TDT (TNT), K3 (ca) et 300 (ca) sont séparées et s'y rajoute une chaîne d'information continue 3/24, une chaîne pour enfants et adolescents Canal Super3 (ca), une chaîne interactive ainsi qu’Esport 3 chaîne de sports. À Valence, il existe aussi Canal 9, Punt 2 (ca), et en Andorre, Andorra TV. S'y rajoutent des chaînes privées comme Flaix TV (ca), Pirineus TV, Barcelona TV (ca), 8tv (ca), Urbe TV, Canal Català (ca), 25 tv (ca) ou encore Localia (ca). En France, enfin, l'édition régionale de France 3 est en catalan.

#### Radio
De très nombreuses radios sont émises en catalan : publiques catalanes (Catalunya Ràdio, Catalunya Música, Catalunya Informació, iCat FM) ou espagnole (Ràdio 4), ou privées (RAC 1, RAC 105 (ca)), Flaix FM, Ràdio Flaixbac, etc.). Tous ces programmes sont disponibles en Roussillon et Cerdagne où s'y rajoute une chaîne de radio Ràdio Arrels de Perpignan qui émet depuis 1981 (plus ancienne radio française à émettre exclusivement dans une langue autre que le français). 

#### Presse
La presse en catalan est principalement développée en :
- Andorre[8] : Diari d'Andorra, El Periòdic d'Andorra (antenne andorrane de El Periódico de Catalunya), BonDia (gratuit), Altaveu (électronique), etc.
- Catalogne -principalement pour ce qui est des éditions papier-, Pays valencien et Îles Baléares (Espagne) : La Vanguardia, El Periódico de Catalunya, El Punt Avui (fusion des journaux Avui et El Punt en 2011), Ara, Diari de Tarragona, Diari de Girona, ARA Balears ainsi que de nombreuses éditions électroniques, sans oublier quelques revues et magazines. À noter que le quotidien espagnol El País propose son édition électronique Catalunya en catalan.
- Catalogne nord (France), où de rares parutions offrent des pages en catalan : La Semaine du Roussillon, L'Indépendant. Quant au journal électronique La Clau, il est le seul à proposer une édition totalement bilingue. Certaines publications des collectivités (Mairie de Perpignan, Département des Pyrénées-Orientales, ...) insèrent certains articles en catalan dans leurs publications.

#### Internet
Le domaine Internet .cat, introduit en 2005 en tant que premier domaine linguistique (non géographique), est destiné aux catalanophones et à la promotion de la culture catalane.

### Utilisation de la langue à travers les Pays catalans

#### Niveau de connaissance de la langue catalane
| Territoire          | Parler | Comprendre | Lire | Écrire |
| Catalogne           | 84.7   | 97.4       | 90.5 | 62.3   |
| Pays valencien      | 57.5   | 78.1       | 54.9 | 32.5   |
| Îles Baléares       | 74.6   | 93.1       | 79.6 | 46.9   |
| Pyrénées-Orientales | 37.1   | 65.3       | 31.4 | 10.6   |
| Andorre             | 78.9   | 96.0       | 89.7 | 61.1   |
| Franja de Ponent    | 88.8   | 98.5       | 72.9 | 30.3   |
| Alguer              | 67.6   | 89.9       | 50.9 | 28.4   |

(% de la population âgée de 15 ans et plus).

#### Usage social
| Territoire             | Chez soi | Dans la rue |
| Catalogne              | 45       | 51          |
| Communauté valencienne | 37       | 32          |
| Îles Baléares          | 44       | 41          |
| Pyrénées-Orientales    | 1        | 1           |
| Andorre                | 38       | 51          |
| Franja de Ponent       | 70       | 61          |
| Alguer                 | 8        | 4           |

(% de la population âgée de 15 ans et plus).

#### Langue maternelle
| Territoire             | Personnes | Pourcentage |
| Catalogne              | N/A       | 38.5%       |
| Communauté valencienne | 1 047 000 | 21.1%       |
| Îles Baléares          | 392 000   | 36.1%       |
| Andorre                | 26 000    | 33.8%       |
| Franja de Ponent       | 33 000    | 70.2%       |
| Pyrénées-Orientales    | 35 000    | 8.5%        |
| Alguer                 | 8 000     | 20%         |
| TOTAL                  | 4 353 000 | 31.2%       |

,,

### Usage international de la langue

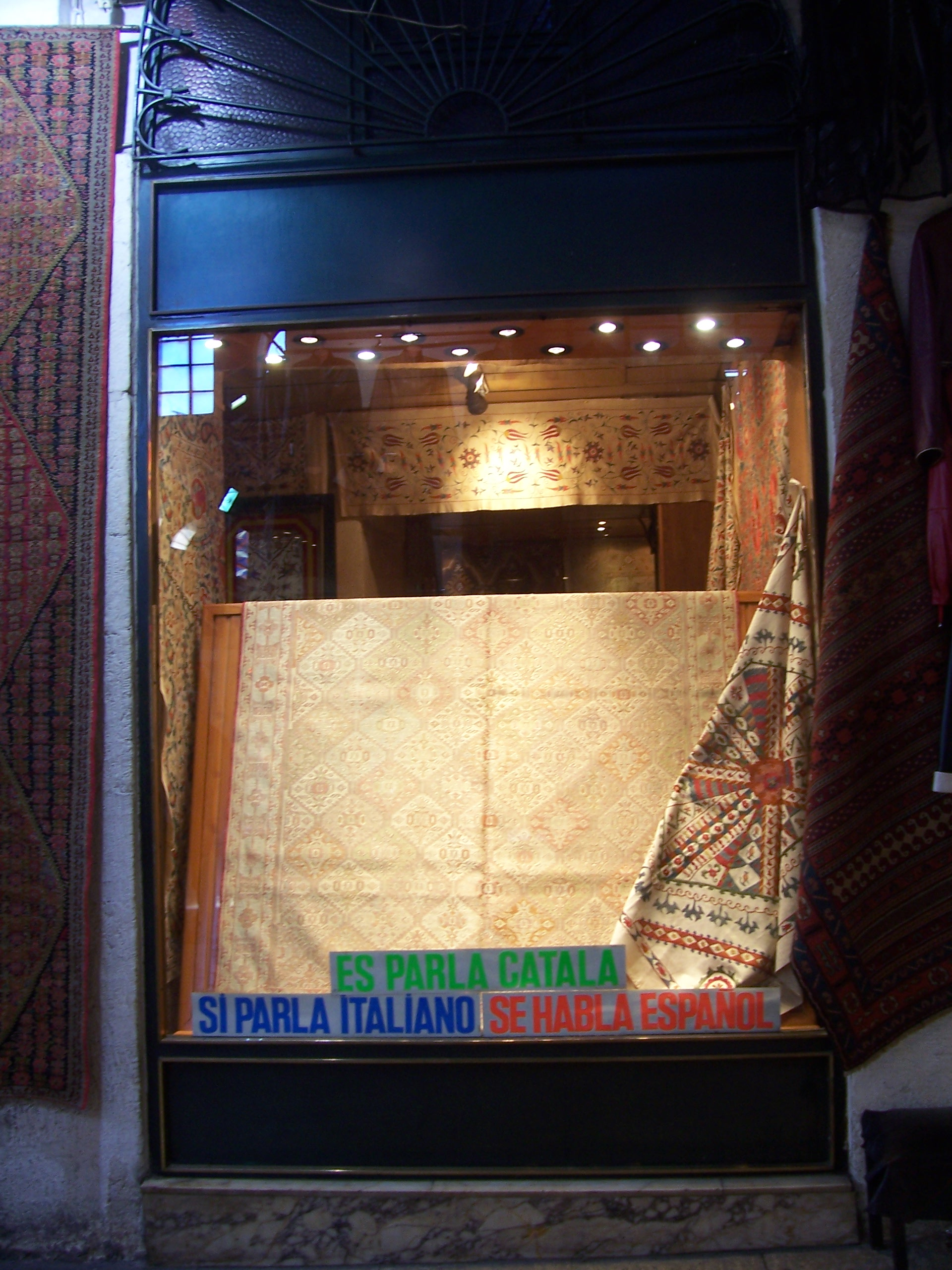
Un magasin du grand bazar d'Istanbul affiche que l'on parle catalan dans cette boutique.

Une demande de reconnaissance du catalan comme langue officielle a été effectuée par le gouvernement espagnol en 2004 auprès de la Commission européenne.
Depuis décembre 1990, le catalan figure parmi les langues de diffusion des textes basiques de l'Union européenne et le droit d'en faire usage auprès de certaines administrations de l'Union est reconnu depuis 2006.

### Protection et développement de la langue
- En Andorre, un département de la politique linguistique est chargé de la protection et du développement du Catalan : Servei de Política Lingüística i Àrea de Llengua Catalana[14]
- Lors de la session du 10 décembre 2007, le Conseil général des Pyrénées-Orientales a approuvé la « Charte en faveur du catalan », par laquelle le département s'engage à veiller à la promotion, au développement et à la diffusion de la langue et la culture catalanes[15].

- Le département des Pyrénées-Orientales a mis en place des panneaux de signalisation routière bilingue français/catalan sur les routes départementales sous sa responsabilité.
- La Ville de Perpignan traduit la majorité de ses écrits et l'intégralité de son site web en catalan[16].
- En septembre 2019, est créé à Perpignan l'Office public de la langue catalane (OPLC), groupement d'intérêt public[17],[18].